# Rode (efternavn)
 For alternative betydninger, se Rode. (Se også artikler, som begynder med Rode)
Rode er et efternavn, der henviser til blandt andre:
- Bernhard Rode
- Ebbe Rode
- Edith Rode
- Gotfred Rode
- Gregers Rode
- Halfdan Rode
- Hans Henrik Rode
- Helge Rode
- Hermann Rode
- Lone Rode
- Martin Rode
- Mikal Rode
- Niels Rode
- Ove Rode
- Pierre Rode
- Søren Rode